# Europaliga
En Europaliga är inom sport en form av serietävlingar över hela Europa, som oftast spelas separat från tävlingar med Europamästerskapsstatus.
Inom ishockeysporten var tankarna på en permanent Europaliga som starkast i början och mitten av 1970-talet samt mitten av 1990-talet.

## Exempel på Europaligor
- Europaligan i bordtennis, spelades med landslag
- European Football League i amerikansk fotboll
- Champions Hockey League i ishockey
- European Hockey League i ishockey
- NFL Europa i amerikansk fotboll
- KHL i ishockey

### Fotnoter
1. ↑  ”European Icehockey League” (på engelska). London Lions Icehockey Club. http://www.angelfire.com/space/u_line/esl73.htm. Läst 4 april 2018.
2. ↑  Pea Nilsson (18 december 1997). ”Storstadslag kan revoltera” (på svenska). Dagens nyheter. http://www.dn.se/arkiv/sport/storstadslag-kan-revoltera/. Läst 22 maj 2017.
3. ↑  Johan Sjöblom (18 oktober 2003). ”Hockeyn härmar fotbollen - startar europeiskt cupspel” (på svenska). SVT Sport. http://www.aftonbladet.se/sportbladet/hockey/article10404858.ab. Läst 1 april 2016.